# Conciliatio
En retórica, la conciliatio, dentro de las figuras literarias, es una de las figuras dialécticas. Es un recurso manipulador del lenguaje pues retoma un término usado previamente en el discurso, hipotéticamente por el interlocutor, y lo reutiliza pero con un significado completamente diferente al que en su anterior aparición tenía.
Ejemplo: "no puedo negar a vuesa merced lo de ser mudable, pues no he tenido cosa en mi casa que vuesa merced no me la haya mudado en la suya con la facilidad que sabe" (Francisco de Quevedo); en su primera aparición en el ejemplo, mudar tiene un sentido intelectual, mientras que en la segunda lo tiene físico.
- Datos: Q5781067